# Mesoskalige Meteorologie

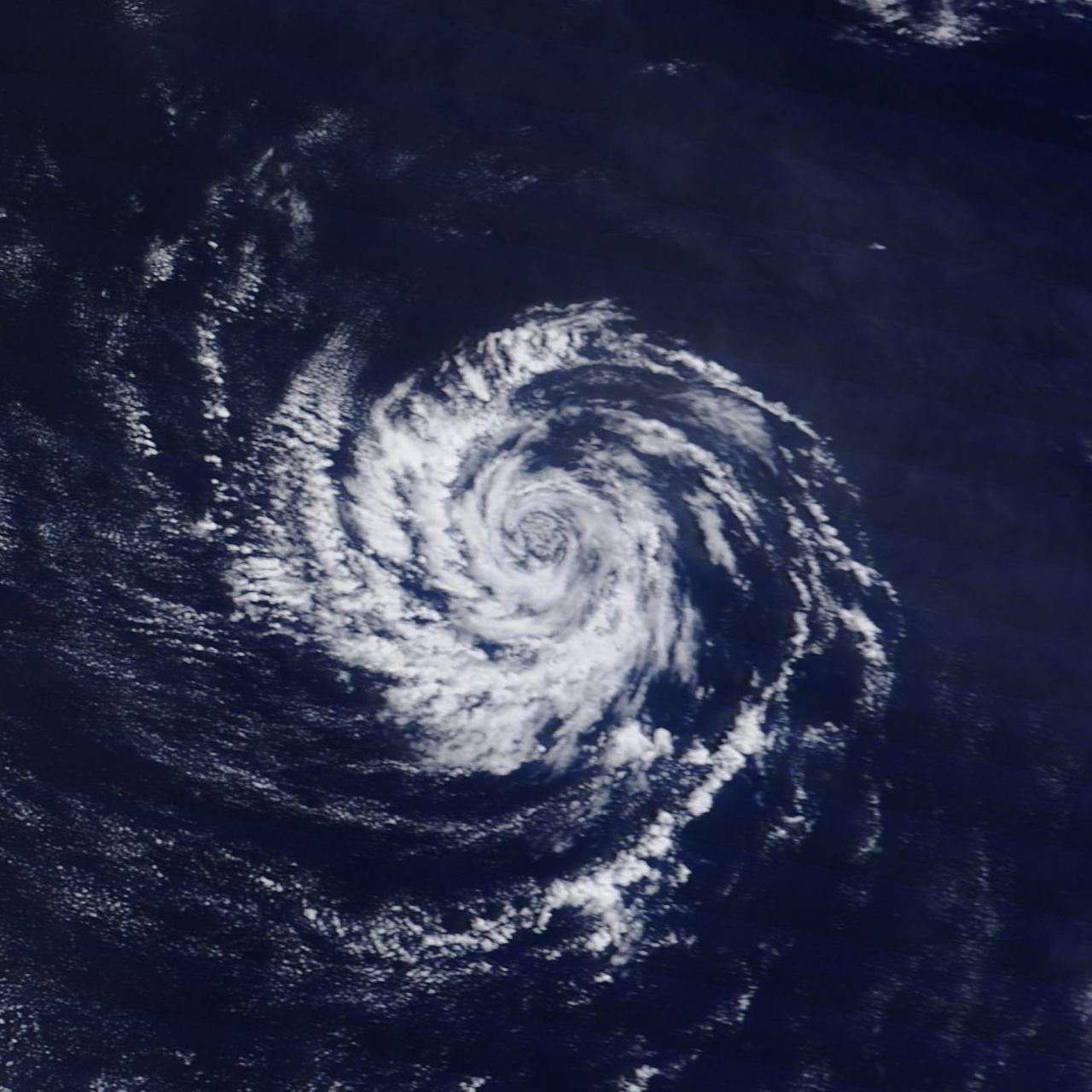
Ein Wirbel im Meso-Beta-Maßstab

Die Mesoskalige Meteorologie befasst sich mit Wettersystemen, die kleiner als synoptische Systeme, aber größer als mikroskalige und sturmskalige Kumulussysteme sind. Die horizontale Ausdehnung reicht im Allgemeinen von etwa 5 km bis zu mehreren hundert Kilometern. Beispiele für mesoskalige Wettersysteme sind Meeresbrisen, Böen und mesoskalige konvektive Komplexe.
Die vertikale Geschwindigkeit ist in mesoskaligen Wettersystemen aufgrund nicht-hydrostatischer Prozesse wie der Auftriebsbeschleunigung einer aufsteigenden Thermik oder der Beschleunigung durch einen engen Gebirgspass oft gleich oder größer als die horizontale Geschwindigkeit.

## Unterklassen
Die mesoskalige Meteorologie wird in folgende Unterklassen unterteilt:
- Meso-Alpha 200–2000 km Skala von Phänomenen wie Fronten, Böen, mesoskaligen konvektiven Systemen (MCS), tropischen Wirbelstürmen am Rande der synoptischen Skala
- Meso-beta 20–200 km Skala für Phänomene wie Meeresbrisen, Schneestürme mit See-Effekt
- Meso-Gamma-Skala 2–20 km für Phänomene wie Gewitterkonvektion, komplexe Geländeströmungen (am Rande der Mikroskala, auch als Sturmskala bezeichnet)

Tropische und subtropische Wirbelstürme werden vom National Hurricane Center als synoptische Skala und nicht als mesoskalige Skala eingestuft.

## Mesoskalige Grenzen
Wie bei der synoptischen Frontalanalyse werden auch bei der mesoskaligen Analyse Kalt-, Warm- und Okklusionsfronten auf der Mesoskala zur Beschreibung von Phänomenen verwendet. Auf Wetterkarten werden mesoskalige Fronten kleiner und mit doppelt so vielen Erhebungen oder Zacken dargestellt wie die synoptische Variante. In den Vereinigten Staaten hat der Widerstand gegen die Verwendung der mesoskaligen Versionen der Fronten bei Wetteranalysen dazu geführt, dass ein übergreifendes Symbol (ein Trog-Symbol) mit einer Bezeichnung der Ausflussgrenze als Frontbezeichnung verwendet wird.